# 厚叶实蕨
厚叶实蕨（学名：Bolbitis hainanensis）为实蕨科实蕨属下的一个种。其种加词“hainanensis”意为“海南的”。